# Tabanus testaceus
Tabanus testaceus är en tvåvingeart som beskrevs av Forskal 1775. Tabanus testaceus ingår i släktet Tabanus och familjen bromsar.
Artens utbredningsområde är Saudiarabien. Inga underarter finns listade i Catalogue of Life.